# 愛新覚羅連経
愛新覚羅 連経（あいしんかくら れんけい、1940年 -　）は、中国の画家。粛親王善耆の第16王子憲方の子。川島芳子は叔母に当たる。
旅順市生まれ。山水画を描く中国現代画家の中で最も将来を嘱望されていると言われる。度々来日し日本国画院の画家との交流や個展を開いている。中国美術家協会会員、東方芸術交流会会員である。